# 구키 구니야스

구키 구니야스(일본어: 久喜邦康, 1954년 (쇼와 29년) 5월 30일 ~ )는 일본의 의사 출신 정치인으로, 지치부시의 전직 시장이며, 2006년부터 2022년까지 지치부시의 시장직을 3번씩 역임하였다.